# Forum d'histoire contemporaine Leipzig

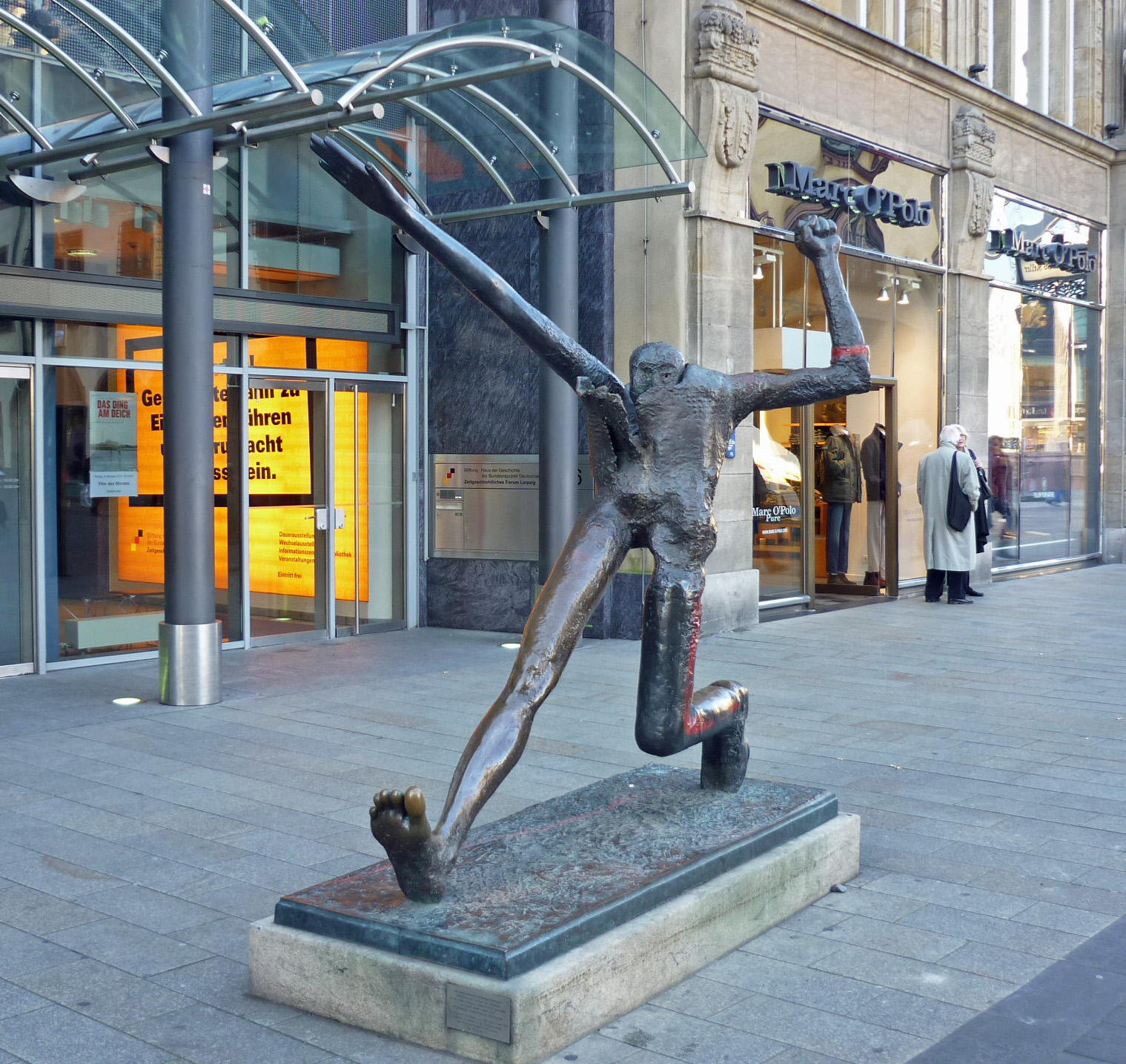
Sculpture Le Pas du siècle devant le musée

Le Forum d'histoire contemporaine Leipzig (en allemand: Zeitgeschichtliches Forum Leipzig) est un musée consacré à l'histoire contemporaine de l'Allemagne. Il se trouve à Leipzig. Le musée a été ouvert en 1999 et se concentre sur l'histoire de la division allemande, la vie quotidienne sous la dictature communiste de la RDA et le processus de réunification allemande. Il est situé dans la rue Grimmaische Straße, dans le centre-ville de Leipzig, en Allemagne. L'un des points forts du musée est la sculpture Le Pas du siècle de Wolfgang Mattheuer qui se trouve devant lui.
L'exposition permanente donne un aperçu de l'histoire de l'opposition et de la désobéissance civile dans l'État répressif à parti unique du Parti socialiste unifié d'Allemagne (SED). Elle se concentre également sur l'histoire de la vie quotidienne dans la zone d'occupation soviétique et en RDA depuis la fin de la Seconde Guerre mondiale en 1945 jusqu'à la révolution pacifique de 1989 et la réunification allemande. La révision fondamentale de l'exposition permanente, achevée en 2018, accorde plus d'espace à la période qui a suivi la réunification. Les nouveaux thèmes abordés sont les succès et les difficultés de la croissance commune, le terrorisme international, la numérisation et la mondialisation. 2 000 objets, photos et films, ainsi que de nombreux entretiens avec des témoins oculaires illustrent l'histoire récente de l'Allemagne.
Outre l'exposition permanente, le musée présente chaque année plusieurs expositions temporaires. Il organise également des conférences, des lectures, des projections de films et d'autres manifestations sur l'histoire. Sa collection sur l'histoire de la RDA comprend plus de 200 000 objets, par exemple le fonds littéraire et artistique de Johannes Hegenbarth, auteur de la bande dessinée RDA Mosaik. Le musée est géré par la fondation Haus der Geschichte. L'entrée est gratuite.
Le Forum d'histoire contemporaine Leipzig comprend également une bibliothèque et un centre d'information.